# Louis-Charles d'Orléans
Louis-Charles d’Orléans, comte de Beaujolais, est un prince du sang français, né le 7 octobre 1779 à Paris et mort le 30 mai 1808 à Malte. Il est un membre de la maison capétienne d’Orléans.

## Biographie
Dernier des enfants de Louis-Philippe, duc d’Orléans, connu sous la Révolution française sous le nom de « Philippe-Égalité », et de Marie-Adélaïde de Bourbon, Louis-Charles d'Orléans naît au Palais-Royal à Paris et est ondoyé le même jour par l'abbé Jean-Baptiste Talon, aumônier du Duc, en présence de Jean-Jacques Poupart, curé de l'église Saint-Eustache. On ignore par contre la date et le lieu de la cérémonie supplémentaire de baptême.
Ses parents destinaient Louis-Charles à une carrière ecclésiastique. En 1783, il reçut un précepteur particulier, l'abbé Mariottini, neveu du nonce apostolique Mgr Doria-Pamphili, mais celui-ci démissionna en 1786 à la suite d'un conflit avec le « gouverneur » des enfants du duc d'Orléans, la comtesse de Genlis. Beaujolais fut alors élevé par le premier valet de chambre, Barrois, avant d'être confié en 1789 au sous-gouverneur Lebrun, qui avait succédé au chevalier de Bonnard.
Il montra des dispositions pour l'équitation, mais dans l'ensemble, son éducation fut d'autant plus négligée que la famille ne tarda pas à être prise dans la tourmente révolutionnaire. Le 24 mai 1792, le comte de Beaujolais, suivait son père et la maîtresse de celui-ci, la comtesse de Buffon, à l'armée du Nord. Ils passèrent quelque temps à Valenciennes mais rentrèrent à Paris à la mi-juillet. Ils se trouvaient au Palais-Royal lors des massacres de Septembre et Beaujolais alors âgé de 12 ans, attiré par le bruit à une fenêtre, vit passer, fichée sur une pique, la tête de sa tante, la princesse de Lamballe.
En avril 1793, le prince de 13 ans fut décrété d'arrestation en même temps que tous les Bourbons et incarcéré au fort Saint-Jean à Marseille. Durant son emprisonnement, il contracta la tuberculose, tout comme frère Antoine, qui devait l'emporter. Détruit par la captivité qui avait ruiné sa santé c'était, au moral, un être « inculte, aboulique, paresseux ». Le 13 fructidor an IV (30 août 1796), le Directoire décida enfin son élargissement et ordonna qu'il soit transféré à Philadelphie où le chargé d'affaires de la République française aux États-Unis lui verserait, de même qu'à son frère le duc de Montpensier, une pension annuelle de 15 000 francs. Il s'embarqua le 5 novembre 1796.
En février 1797, accompagné de son frère, il rejoignit son frère aîné, Louis-Philippe, à Philadelphie. Pendant deux années, ils voyagèrent en Nouvelle-Angleterre, dans la région des Grands Lacs et le Mississippi. Ils rentrèrent en Europe en 1800 et s'installèrent en Angleterre à Twickenham (Highshot House sur Crown Road, détruite en 1927).
« Sous des airs de gentil garçon, c'était un écervelé inculte qui ne tarda pas à manifester […] les mêmes goûts que son père pour la dissipation et la boisson. » Selon le comte de Mesnard : « Lorsqu'on l'apercevait à la sortie de l'Opéra, on évitait de le rencontrer, craignant de le trouver dans un état complet d'ivresse. » Le même auteur raconte également : « Un jour je dînais à Twickenham. Le comte de Beaujolais avait amené à son frère deux jeunes gens, très dignes sans doute de cet honneur, mais qui n'avaient pas le meilleur ton possible. Entre autres choses de mauvais goût, ils appelaient le prince tout bonnement « Beaujolais ». Le duc d'Orléans ne fit aucune observation, mais le souvenir lui en resta, car il me dit quand nous fûmes seuls : « Mesnard, qu'en pensez-vous ? Beaujolais ! Beaujolais ! » Et il partit de son gros rire, qui n'était pas toujours chez lui une marque de satisfaction. « Cela m'a semblé un peu fort », lui répondis-je. « Et à moi aussi, dit-il, car je voudrais bien que tout en fréquentant ces messieurs, puisqu'ils l'amusent, mon frère restât toujours un prince. » » Mauvais sujet, Beaujolais tenait parfois des propos inconvenants, qui valaient à son aîné des rappels à l'ordre du gouvernement britannique.
En septembre 1804, il s'engagea dans la Royal Navy britannique et accomplit une courte mission de reconnaissance le long des côtes françaises. Mais sa santé, minée par la tuberculose aggravée par l'excès de boisson, se dégrada rapidement. Sous prétexte de la rétablir, son frère aîné Louis-Philippe décida un voyage à Malte, d'où il avait l'intention de gagner la Sicile pour solliciter la main d'une des filles du roi Ferdinand Ier des Deux-Siciles. Les deux princes s'embarquèrent à Portsmouth le 15 avril 1808 et débarquèrent à La Valette le 15 mai après avoir fait escale à Gibraltar et à Cagliari. C'est là que le comte de Beaujolais mourut le 30 mai 1808, quinze jours après son arrivée. Son corps fut inhumé provisoirement dans la chapelle de Notre-Dame de Liesse puis transféré en 1843 dans la chapelle de France dans la cathédrale Saint-Jean de La Valette. Son tombeau a été sculpté par James Pradier. Une copie de son gisant, réalisée par le même sculpteur pour le musée de Versailles, a été placée en 1986 dans la chapelle royale de Dreux.

## Hommage
- Rue de Beaujolais (Paris)

## Titulature
- 7 octobre 1779 - 23 juin 1790 : Son Altesse Sérénissime Louis-Charles d'Orléans, comte de Beaujolais, prince du sang de France ;
- 14 septembre 1791 - 15 septembre 1792 : prince Louis-Charles d'Orléans.